# Matrona (Antigua Roma)

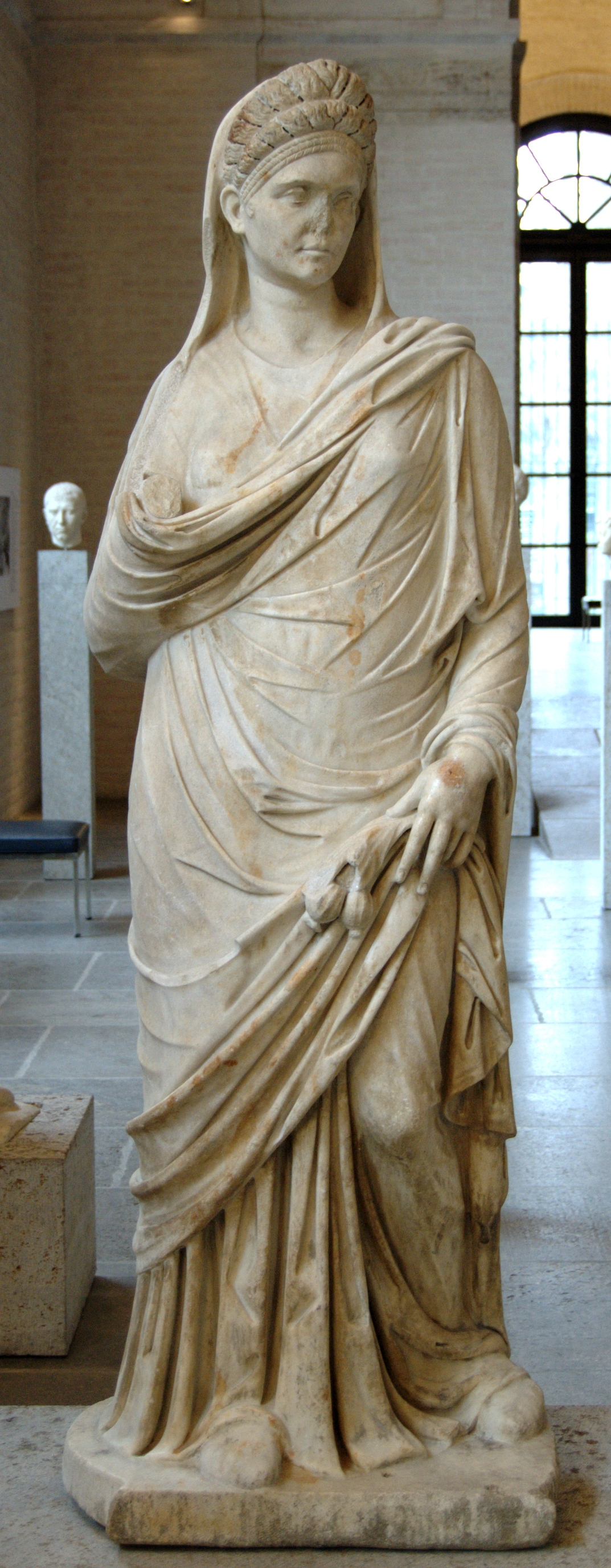
Estatua de una matrona romana (c. 100-110). Gliptoteca de Múnich.

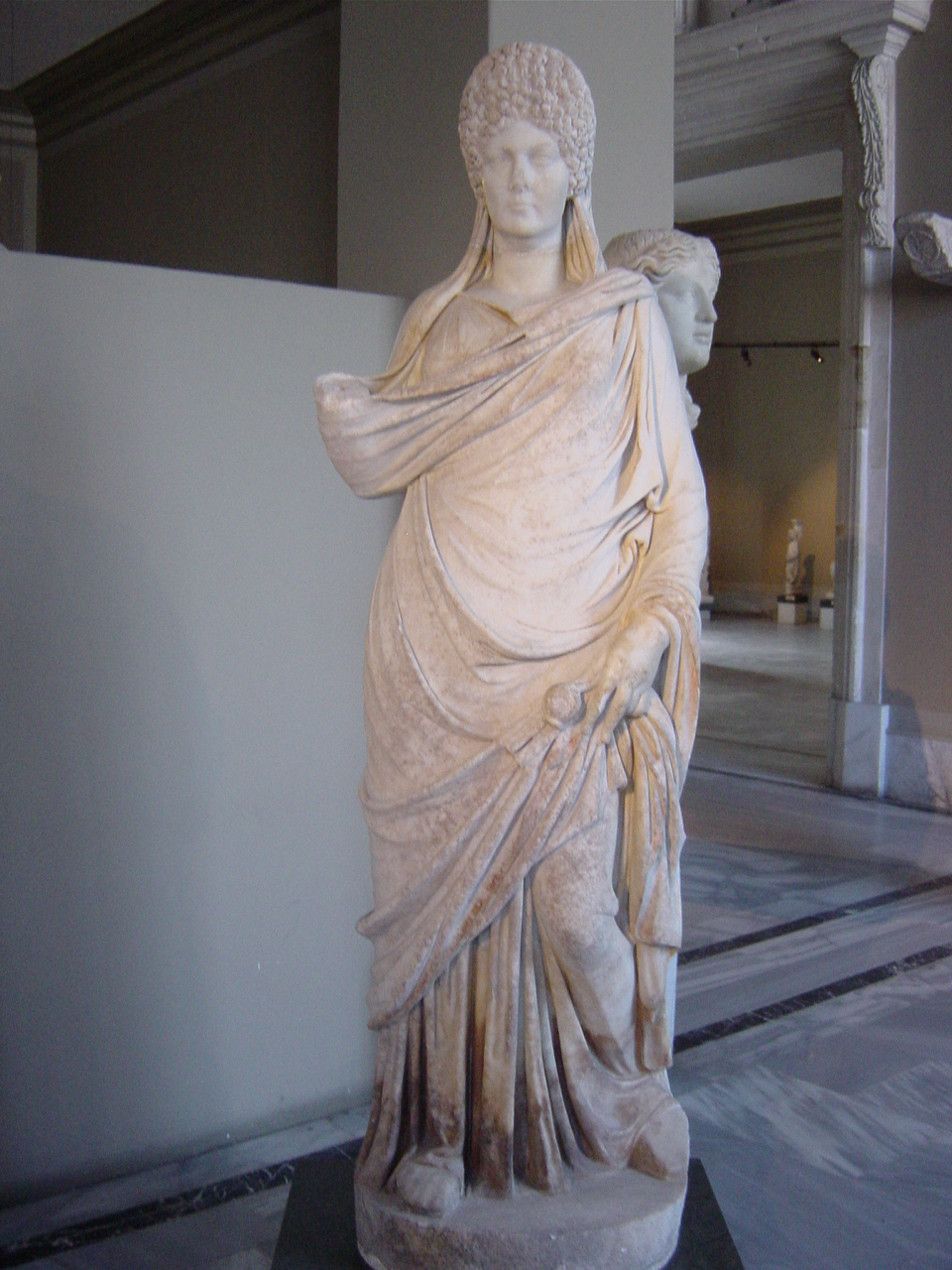
Matrona romana del de Afrodisias.

Una matrona (que proviene del latín, mater, "madre"), en la Antigua Roma, era una mujer que tenía la ciudadanía romana y había contraído matrimonio, con un hombre libre, que también era ciudadano romano.

## Historia
Durante el período de la República romana, el lugar que se le reservaba principalmente era el doméstico, una esposa y madre de familia, digna y respetable, responsable del cuidado de la casa y la educación de los hijos, dentro de una familia romana, compuesta por todos los que vivían bajo la autoridad, protección y amparo del cabeza de familia o paterfamilias, ya fuese este, el padre o el marido. 
El matrimonio podía tener dos formas jurídicas: matrimonio cum manu y matrimonio sine manu. Por el primero, la mujer romana quedaba bajo la potestad de su marido. Por el segundo, la mujer permanecía bajo la tutela de su padre. Como el matrimonio romano cum manu desapareció al final de la República, también desapareció la distinción entre una matrona y una materfamilias, título que obtenían las mujeres una vez casadas, al pasar a formar parte de la familia de su marido. De esta forma, la matrona podía tener mayor libertad sobre el marido y podía disponer de sus propios bienes y tener sus propias decisiones. Una igualdad, que podía considerarse como la compañera y cooperadora del marido, a su lado en los banquetes, y a la que se la podía consultar para tomar decisiones.

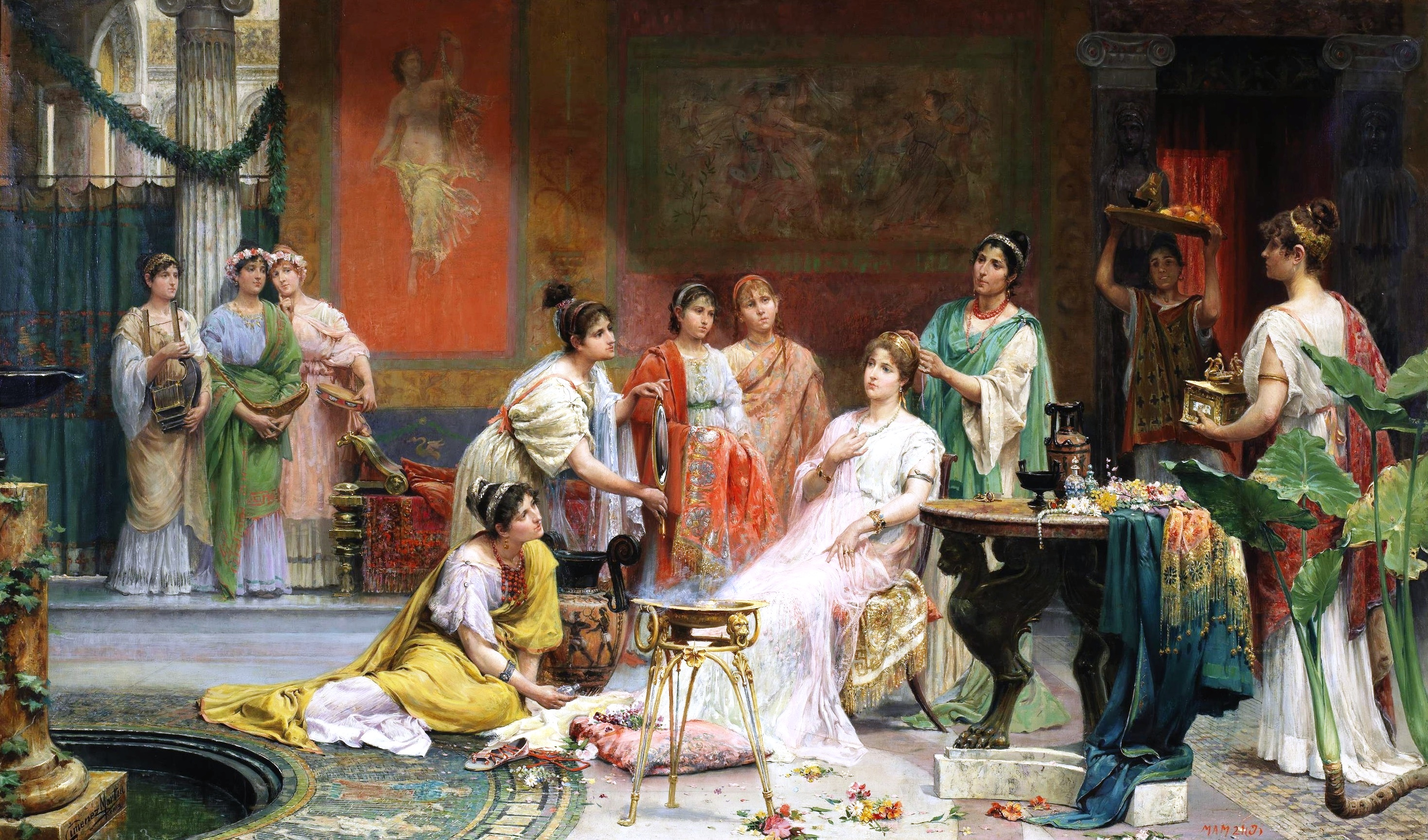
Tocador de una matrona romana, Juan Giménez Martín.

No se las permitía ocupar cargos públicos ni desarrollar actividades políticas. La excepción más notable era la constituida por el grupo de las vírgenes vestales que, a pesar de ser mujeres, mantenían un estatus social muy alto dentro de la religión romana con una serie de privilegios.
Las matronas representaban, en la sociedad romana, lo que representaban las deidades femeninas más importantes, especialmente en su papel de madres y fieles esposas. La matrona romana virtuosa además, debía ser digna y respetable, observando las costumbres tradicionales o mores maiorum, comedida en sus palabras, austera en su aspecto exterior, moderada y frugal.
Como madre de familia, tiene cierto poder dentro de la casa, dirigiendo a los sirvientes y esclavos. Se la llama la domina (la señora de la casa). Estaba exenta de las duras labores domésticas y agrícolas, salvo el hilado y el tejido de la lana, y la supervisión en la confección de ropa, tradición que los romanos derivaban del episodio histórico del rapto de las sabinas y la emulación de sus antepasadas. La lana representó, al tiempo, un símbolo de los deberes de la esposa. La rueca podía aparecer en el monumento funerario de una mujer para mostrar que fue una buena y honrada matrona.
Las matronas romanas también tenían sus propias fiestas, que era especialmente celebrada en Roma, durante las calendas de marzo, llamadas las Matronalias. Entre las mujeres más admiradas y estimadas de la historia romana y que se consideraron un modelo, se encuentran las matronas Veturia, del siglo V a. C., madre de Cayo Marcio Coriolano) y la noble Cornelia, del siglo II a. C., madre de los dos Gracos, Tiberio Graco y Cayo Graco, que a través de sus cartas a sus hijos muestra la forma de educarlos. Preguntada una vez cuál era su joya más valiosa, contestó que sus hijos.
Durante el Imperio romano y el final de la República, el término se utilizó a menudo en un sentido más amplio como más honorífico, en particular para las mujeres con un linaje más ilustre, como los casos de Clodia, Servilia y Antonia la Menor.
También parece que las matronas, al menos en determinadas ocasiones, se organizaron colectivamente, como lo demuestra su solicitud de abolición de la Lex Oppia y su oposición a las medidas del segundo triunvirato. Todo esto, aunque a los romanos, este comportamiento les pareciera muy inapropiado para una respetable matrona.
Una matrona podía ser reconocida por su estola, también vestimenta de las diosas en sus representaciones, y su cabello entrelazado con vittae (cintas), considerados necesarios como objetos para llevar en el pelo.
En las primeras iglesias cristianas había un espacio especial dedicado a ellas, generalmente una galería elevada, llamada matroneum.
En el lenguaje actual, el término ha llegado con el tiempo a indicar a una dama de especial dignidad y tranquilidad, pero también, puede tener un significado despectivo, el de una anciana con sobrepeso. El significado despectivo es históricamente infundado, dada la importancia del "estatus" de la matrona en el Imperio romano como ejemplo de la primera emancipación de la mujer. Matrona o Madrona, a lo largo de los siglos también se ha convertido en un nombre común de mujer y en el siglo IV de una santa, cuyo aniversario es el 25 de marzo para los católicos. Durante la Edad Media, la palabra en cambio señalaba a la mujer madura que ayudaba a las mujeres a dar a luz, y por tanto con el significado de partera.

## Algunas matronas romanas famosas
- Aurelia, madre de Cayo Julio César.
- Agripina la Mayor, esposa de Germánico.
- Agripina la Menor, segunda esposa del emperador Claudio y madre de Nerón.
- Cornelia, primera esposa de Julio César.
- Pompeya Sila, segunda esposa de Julio César.
- Calpurnia, tercera esposa de Julio César.
- Acia, madre del primer emperador romano Augusto.
- Vipsania Agripina, primera esposa de Tiberio.
- Alfidia, hija del magistrado romano Aufidio Lurcón.
- Mucia Tercia, tercera esposa de Pompeyo.
- Fulvia, esposa de Marco Antonio y la primera mujer cuyo rostro apareció en monedas romanas.
- Livia Drusila, tercera esposa de Augusto.
- Escribonia, segunda esposa de Augusto.
- Julia Livila, hija de Germánico y hermana de Calígula.
- Julia Drusila, hermana de Calígula.
- Cornelia, madre de los Gracos.
- Lucrecia, esposa de Colatino.
- Elena de Constantinopla, madre del emperador Constantino.
- Fabiola de Roma, fundadora del primer hospital de la historia.